# Miroslav Matějka
Miroslav Matějka (* 21. prosince 1969 Jičín) je český hudebník – flétnista, producent a politik. Ředitel MHF České doteky hudby, flétnista a umělecký vedoucí klavírního kvarteta Ensemble Martinů, v letech 2016 až 2020 zastupitel Královéhradeckého kraje.

## Rodina
Pochází z rodiny s významnými předky jak v hudbě, učitelství tak také v politice (prastrýc Josef Horák byl kantor, sbormistr a sběratel podkrkonošských lidových písní, strýc Miroslav Matějka byl za první československé republiky starosta Jičína ve 30. letech).

## Profesní kariéra
Vystudoval Pražskou konzervatoř (obor flétna příčná, prof. Jan Riedlbauch) a hudební vědu na FF UK v Praze. Pedagogicky působil na Pražské konzervatoři a na Konzervatoři Jana Dejla v Praze. Řadu let se věnuje organizátorské činnosti v oblasti kultury. Od roku 2006 je ředitelem společnosti České doteky hudby a stejnojmenného mezinárodního hudebního festivalu (člen Asociace hudebních festivalů ČR).
V roce 1993 obnovil činnost předního pražského klavírního kvarteta Ensemble Martinů, je jeho uměleckým vedoucím a s ním vystoupil na největších českých a světových festivalech. Nahrál více než 15 CD. Premiéroval více než 70 skladeb českých autorů, řadu jich nahrál pro Český rozhlas, Českou televizi. Koncertoval i s jinými sólisty, soubory či orchestry (Janem Riedlbauchem, Due Boemi di Praga, varhaníkem Alešem Bártou, Virtuosi di Praga, violistkou Jitkou Hosprovou, flétnistou Claudio Arimanim, Kateřinou Englichovou či Václavem Hudečkem).
Veřejnosti je také znám jako autor dlouhé řady hudebně-literárních projektů s hereckými osobnostmi (Věrou Galatíkovou, Borisem Rösnerem, Radovanem Lukavským, Zdeňkou Procházkovou, Gabrielou Vránovou, Ladislavem Lakomým, Otakarem Brouskem, Sašou Rašilovem, Janem Šťastným, Terezou Kostkovou a dalšími).
Pochází z rodiny s významnými předky jak v hudbě, učitelství tak také v politice (prastrýc Josef Horák byl kantor, sbormistr a sběratel podkrkonošských lidových písní, Miroslav Matějka byl za první československé republiky starosta Jičína).

## Politická angažovanost
V minulosti byl členem ČSSD. Za stranu kandidoval ve volbách v roce 1994 do Zastupitelstva města Jičína, ale neuspěl (stal se prvním náhradníkem). Zastupitelem města se stal až ve volbách v roce 1998, mandát však ve volbách v roce 2002 neobhájil (opět byl prvním náhradníkem). Neuspěl ani ve volbách v roce 2006, do městského zastupitelstva se vrátil až po volbách v roce 2010.
V roce 2012 byl vyloučen z ČSSD, následně vstoupil do SPOZ. Následně za novou stranu kandidoval ve volbách do Poslanecké sněmovny PČR v roce 2013 a v komunálních volbách v roce 2014. V obou případech neúspěšně.
V krajských volbách v roce 2016 byl jako člen SPO zvolen za subjekt "Koalice Svoboda a přímá demokracie - Tomio Okamura (SPD) a Strana Práv Občanů a SNK" zastupitelem Královéhradeckého kraje. Ve volbách v roce 2020 již nekandidoval.